# Igor Cosso
Igor Moraes Cosso (ur. 30 stycznia 1991 w Belo Horizonte) – brazylijski aktor telewizyjny i teatralny. Został wybrany do udziału w telenoweli Rede Globo Malhação (2011), gdzie jego postać żyła w trójkącie miłosnym z Dudą, siostrą głównej bohaterki, Catherine, i Dodói. W 2011 roku zadebiutował na scenie w sztuce O Diário de Débora. Wziął udział w programie Criança Esperança 2012. W telenoweli Rede Globo Wieczna miłość (Amor Eterno Amor, 2012) pojawił się jako Julinho, który spotyka Laísę.

## Wybrana filmografia
- 2010: Bicicleta e Melancia jako Cláudio
- 2011: Malhação jako Rafael
- 2012: Amor Eterno Amor jako Julinho
- 2012: Preamar jako Gustavo
- 2013: Malhação jako Atropelador
- 2015: Dziesięć przykazań (Os Dez Mandamentos) jako Besaleel